# Liste des médaillés aux Jeux olympiques de 1920
Cet article liste les athlètes ayant remporté une médaille aux Jeux olympiques de 1920 à Anvers en Belgique du 20 août au 12 septembre 1920.

## Athlétisme
| Épreuves                  | Or | Argent                                                                                                  | Bronze                                                                                  |
| ------------------------- | --- | --- | --------------------------------------------------------------------------------------- |
| Hommes                    | | |                                                                                         |
| 100 m                     | Charley Paddock (USA)                                                                                  | Morris Kirksey (USA)                                                                                    | Harry Edward (GBR)                                                                      |
| 200 m                     | Allen Woodring (USA)                                                                                   | Charley Paddock (USA)                                                                                   | Harry Edward (GBR)                                                                      |
| 400 m                     | Bevil Rudd (RSA)                                                                                       | Guy Butler (GBR)                                                                                        | Nils Engdahl (SWE)                                                                      |
| 800 m                     | Albert Hill (GBR)                                                                                      | Earl Eby (USA)                                                                                          | Bevil Rudd (RSA)                                                                        |
| 1 500 m                   | Albert Hill (GBR)                                                                                      | Philip J. Noel-Baker (GBR)                                                                              | Lawrence Shields (USA)                                                                  |
| 5 000 m                   | Joseph Guillemot (FRA)                                                                                 | Paavo Nurmi (FIN)                                                                                       | Eric Backman (SWE)                                                                      |
| 10 000 m                  | Paavo Nurmi (FIN)                                                                                      | Joseph Guillemot (FRA)                                                                                  | James Wilson (GBR)                                                                      |
| Marathon                  | Hannes Kolehmainen (FIN)                                                                               | Jüri Lossmann (EST)                                                                                     | Valerio Arri (ITA)                                                                      |
| 110 m haies               | Tommy Thomson (CAN)                                                                                    | Harold Barron (USA)                                                                                     | Frederic Murray (USA)                                                                   |
| 400 m haies               | Frank Loomis (USA)                                                                                     | John Norton (USA)                                                                                       | August Desch (USA)                                                                      |
| 3 000 m steeple           | Percy Hodge (GBR)                                                                                      | Patrick Flynn (USA)                                                                                     | Ernesto Ambrosini (ITA)                                                                 |
| Cross individuel          | Paavo Nurmi (FIN)                                                                                      | Eric Backman (SWE)                                                                                      | Heikki Liimatainen (FIN)                                                                |
| Relais 4 × 100 m          | États-Unis Morris Kirksey Loren Murchison Charley Paddock Jackson Scholz                               | France Émile Ali-Khan René Lorain René Mourlon René Tirard                                              | Suède Agne Holmström Sven Malm William Pettersson Nils Sandström                        |
| Relais 4 × 400 m          | Grande-Bretagne John Ainsworth-Davies Guy Butler Cecil Griffiths Robert Lindsay                        | Afrique du Sud Henning Dafel Clarence Oldfield Jack Oosterlaak Bevil Rudd                               | France Georges André Maurice Delvart André Devaux Gaston Féry                           |
| 3 000 m par équipes       | États-Unis Horace Brown Mike Devaney Ivan Dresser Arlie Schardt Lawrence Shields                       | Grande-Bretagne Charles Blewitt Albert Hill Percy Hodge Duncan McPhee William Seagrove                  | Suède Eric Backman Josef Holsner Sven Lundgren Edvin Wide John Zander                   |
| Cross-country par équipes | Finlande Teodor Koskenniemi Heikki Liimatainen Hannes Miettinen Paavo Nurmi Eino Rastas Ilmari Vesamaa | Grande-Bretagne Larry Cummins Walter Freeman Frank Hegarty Alfred Nichols Christopher Vose James Wilson | Suède Knut Alm Eric Backman Hilding Ekman Lars Hedwall Verner Magnusson Gustaf Mattsson |
| 3 000 m marche            | Ugo Frigerio (ITA)                                                                                     | George Parker (AUS)                                                                                     | Richard Remer (USA)                                                                     |
| 10 km marche              | Ugo Frigerio (ITA)                                                                                     | Joseph Pearman (USA)                                                                                    | Charles Gunn (GBR)                                                                      |
| Saut en hauteur           | Richmond Landon (USA)                                                                                  | Harold Muller (USA)                                                                                     | Bo Ekelund (SWE)                                                                        |
| Saut à la perche          | Frank Foss (USA)                                                                                       | Henry Petersen (DEN)                                                                                    | Edwin Myers (USA)                                                                       |
| Saut en longueur          | William Pettersson (SWE)                                                                               | Carl Johnson (USA)                                                                                      | Erik Abrahamsson (SWE)                                                                  |
| Triple saut               | Vilho Tuulos (FIN)                                                                                     | Folke Jansson (SWE)                                                                                     | Erik Almlöf (SWE)                                                                       |
| Lancer du poids           | Ville Pörhölä (FIN)                                                                                    | Elmer Niklander (FIN)                                                                                   | Harry Liversedge (USA)                                                                  |
| Lancer du poids (25,4 kg) | Patrick McDonald (USA)                                                                                 | Patrick Ryan (USA)                                                                                      | Carl Johan Lind (SWE)                                                                   |
| Lancer du disque          | Elmer Niklander (FIN)                                                                                  | Armas Taipale (FIN)                                                                                     | Gus Pope (USA)                                                                          |
| Lancer du marteau         | Patrick Ryan (USA)                                                                                     | Carl Johan Lind (SWE)                                                                                   | Basil Bennett (USA)                                                                     |
| Lancer du javelot         | Jonni Myyrä (FIN)                                                                                      | Urho Peltonen (FIN)                                                                                     | Pekka Johansson (FIN)                                                                   |
| Pentathlon                | Eero Lehtonen (FIN)                                                                                    | Everett Bradley (USA)                                                                                   | Hugo Lahtinen (FIN)                                                                     |
| Décathlon                 | Helge Løvland (NOR)                                                                                    | Brutus Hamilton (USA)                                                                                   | Bertil Ohlson (SWE)                                                                     |

## Aviron
| Épreuves            | Or | Argent | Bronze |
| ------------------- | --- | --- | --- |
| Hommes              | | | |
| Skiff               | John Kelly (USA) | Jack Beresford (GBR) | Darcy Hadfield (NZL) |
| Deux de couple      | États-Unis Paul Costello John Kelly, Sr | Italie Pietro Annoni Erminio Dones | France Gaston Giran Alfred Plé |
| Deux avec barreur   | Italie Guido De Filip Ercole Olgeni Giovanni Scatturin                                                                                       | France Ernest Barberolle Maurice Bouton Gabriel Poix                                                                                         | Suisse Édouard Candeveau Alfred Felber Paul Piaget                                                                                   |
| Quatre avec barreur | Suisse Willy Brüderlin Max Rudolf Paul Rudolf Paul Staub Hans Walter                                                                         | États-Unis Sherman Clark Erich Federschmidt Franz Federschmidt Carl Klose Kenneth Myers                                                      | Norvège Per Gulbrandsen Thoralf Hagen Theodor Klem Henry Larsen Birger Var                                                           |
| Huit                | États-Unis Sherman Clark Vincent Gallagher Edwin Graves Virgil Jacomini Donald Johnston William Jordan Clyde King Edward Moore Alden Sanborn | Grande-Bretagne John Campbell Sebastian Earl Ewart Horsfall Walter James Robin Johnstone Richard Lucas Guy Nickalls Ralph Shove Sidney Swann | Norvège Hakon Ellingsen Thoralf Hagen Thore Michelsen Arne Mortensen Karl Nag Theodor Nag Adolf Nilsen Conrad Olsen Tollef Tollefsen |

## Boxe
| Épreuves                         | Or                    | Argent                   | Bronze                    |
| -------------------------------- | --------------------- | ------------------------ | ------------------------- |
| Hommes                           |                       |                          |                           |
| Poids mouches Moins de 50,8 kg   | Frankie Genaro (USA)  | Anders Petersen (DEN)    | William Cuthbertson (GBR) |
| Poids coqs Moins de 53,5 kg      | Clarence Walker (RSA) | Cliff Graham (RSA)       | George McKenzie (GBR)     |
| Poids plumes Moins de 57,2 kg    | Paul Fritsch (FRA)    | Jean Gachet (FRA)        | Edoardo Garzena (ITA)     |
| Poids légers Moins de 61,2 kg    | Samuel Mosberg (USA)  | Gotfred Johansen (DEN)   | Clarence Newton (CAN)     |
| Poids welters Moins de 66,7 kg   | Bert Schneider (CAN)  | Alexander Ireland (GBR)  | Frederick Colberg (USA)   |
| Poids moyens Moins de 72,6 kg    | Harry Mallin (GBR)    | Georges Prud'homme (CAN) | Moe Herscovitch (CAN)     |
| Poids mi-lourds Moins de 79,4 kg | Edward Eagan (USA)    | Sverre Sørsdal (NOR)     | Harold Franks (GBR)       |
| Poids lourds Plus de 79,4 kg     | Ronald Rawson (GBR)   | Søren Petersen (DEN)     | Xavier Eluère (FRA)       |

## Cyclisme

### Piste
| Épreuves              | Or                                                                   | Argent                                                                  | Bronze                                                                         |
| --------------------- | -------------------------------------------------------------------- | ----------------------------------------------------------------------- | ------------------------------------------------------------------------------ |
| Hommes                |                                                                      |                                                                         |                                                                                |
| 50 kilomètres         | Henry George (BEL)                                                   | Cyril Alden (GBR)                                                       | Piet Ikelaar (NED)                                                             |
| Vitesse individuelle  | Maurice Peeters (NED)                                                | Thomas Johnson (GBR)                                                    | Harry Ryan (GBR)                                                               |
| Poursuite par équipes | Italie Arnaldo Carli Ruggero Ferrario Franco Giorgetti Primo Magnani | Grande-Bretagne Cyril Alden Thomas Johnson William Stewart Albert White | Afrique du Sud Harry Sammy Goosen Henry Kaltenbrunn William Smith James Walker |
| Tandem                | Grande-Bretagne Thomas Glasson Lance Harry Ryan                      | Afrique du Sud William Smith James Walker                               | Pays-Bas Piet Ikelaar Frans de Vreng                                           |

### Route
| Épreuves           | Or                                                                           | Argent                                                          | Bronze                                                                  |
| ------------------ | ---------------------------------------------------------------------------- | --------------------------------------------------------------- | ----------------------------------------------------------------------- |
| Hommes             |                                                                              |                                                                 |                                                                         |
| Course en ligne    | Harry Stenqvist (SWE)                                                        | Henry Kaltenbrunn (RSA)                                         | Fernand Canteloube (FRA)                                                |
| Course par équipes | France Fernand Canteloube Georges Detreille Marcel Gobillot Achille Souchard | Suède Sigfrid Lundberg Ragnar Malm Axel Persson Harry Stenqvist | Belgique Albert De Bunné Jean Janssens André Vercruysse Albert Wyckmans |

## Équitation
| Épreuves                     | Or | Argent | Bronze |
| ---------------------------- | --- | --- | --- |
| Concours complet individuel  | Helmer Mörner (SWE) sur Germania                                                                            | Åge Lundström (SWE) sur Ysra | Ettore Caffaratti (ITA) sur Caniche                                                                                                   |
| Concours complet par équipes | Suède Gustaf Dyrsch sur Salamis Åge Lundström sur Ysra Helmer Mörner sur Germania Georg von Braun sur Diana | Italie Carlo Asinari sur Savari Giulio Cacciandra sur Facetto Ettore Caffaratti sur Caniche Garibaldi Spighi sur Otello                 | Belgique Jules Bonvalet sur Weppelghem Oswald Lints sur Martha Jacques Misonne sur Gaucho Roger Moeremans d'Emaüs sur Sweet Girl      |
| Dressage individuel          | Janne Lundblad (SWE) sur Uno                                                                                | Bertil Sandström (SWE) sur Sabel | Hans von Rosen (SWE) sur Running Sister                                                                                               |
| Saut d'obstacles individuel  | Tommaso Lequio di Assaba (ITA) sur Trebecco                                                                 | Alessandro Valerio (ITA) sur Cento | Carl Gustaf Lewenhaupt (SWE) sur Mon Cœur                                                                                             |
| Saut d'obstacles par équipes | Suède Claës König sur Tresor Frank Martin sur Kohort Daniel Norling sur Eros II Hans von Rosen sur Poor Boy | Belgique André Coumans sur Lisette Herman de Gaiffier d'Hestroy sur Miss Herman d'Oultremont sur Lord Kitchener Henri Laame sur Biscuit | Italie Alessandro Alvisi sur Raggio di Sole Carlo Asinari sur Varone Giulio Cacciandra sur Fortunello Ettore Caffaratti sur Traditore |
| Voltige individuelle         | Daniel Bouckaert (BEL)                                                                                      | Field (FRA) | Louis Finet (BEL) |
| Voltige par équipes          | Belgique Daniel Bouckaert Louis Finet Van Ranst                                                             | France Georges du Hamel de Canchy Fiel Pierre Guyot d'Asnières de Salins                                                                | Suède Carl Green Anders Mårtensson Oskar Nilsson                                                                                      |

## Escrime
| Épreuves            | Or | Argent | Bronze |
| ------------------- | --- | --- | --- |
| Hommes              | | | |
| Épée individuelle   | Armand Massard (FRA) | Alexandre Lippmann (FRA) | Gustave Buchard (FRA) |
| Épée par équipes    | Italie Antonio Allochio Tullio Bozza Giovanni Canova Tommaso Costantino Andrea Marrazzi Aldo Nadi Nedo Nadi Abelardo Olivier Paolo Thaon di Revel Dino Urbani | Belgique Paul Anspach Victor Boin Joseph De Craecker Fernand de Montigny Maurice de Wee Ernest Gevers Félix Goblet d’Alviella Philippe le Hardy de Beaulieu Léon Tom | France Gaston Amson Gustave Buchard Georges Casanova Alexandre Lippmann Armand Massard Louis Moreau Georges Trombert                     |
| Fleuret individuel  | Nedo Nadi (ITA) | Philippe Cattiau (FRA) | Roger Ducret (FRA) |
| Fleuret par équipes | Italie Baldo Baldi Tommaso Costantino Aldo Nadi Nedo Nadi Abelardo Olivier Oreste Puliti Pietro Speciale Rodolpho Terlizzi                                    | France Gaston Amson Lionel Boniface de Castellane-Majastres Philippe Cattiau Roger Ducret Lucien Gaudin André Labatut Marcel Perrot Georges Trombert                 | États-Unis Henry Breckinridge Francis Honeycutt Arthur Lyon Harold Rayner Robert Sears                                                   |
| Sabre individuel    | Nedo Nadi (ITA) | Aldo Nadi (ITA) | Adrianus de Jong (NED) |
| Sabre par équipes   | Italie Baldo Baldi Francesco Gargano Aldo Nadi Nedo Nadi Oreste Puliti Italo Santelli Frederico Secondo Cesarano Dino Urbani                                  | France Henri de Saint Germain Lucien Gaudin Jean Margraff Marc Perrodon Georges Trombert                                                                             | Pays-Bas Adrianus de Jong Louis Delaunoy Jetze Doorman Willem van Blijenburgh Jan van der Wiel Henri Wijnoldy-Daniëls Salomon Zeldenrust |

## Football
| Épreuves         | Or | Argent | Bronze |
| ---------------- | --- | --- | --- |
| Tournoi masculin | Belgique Félix Balyu Désiré Bastin Mathieu Bragard Robert Coppée Jean De Bie André Fierens Émile Hanse Georges Hebdin Louis Van Hege Henri Larnoe Joseph Musch Fernand Nisot Armand Swartenbroeks Oscar Verbeeck | Espagne Patricio Arabolaza Mariano Arrate Juan Artola José María Belauste Sabino Bilbao Agustín Eizaguirre Ramón Eguiazábal Moncho Gil Domingo Gómez-Acedo Silverio Izaguirre Luis Otero Francisco Pagazaurtundúa José Samitier Pichichi Agustín Sancho Félix Sesúmaga Pedro Vallana Joaquín Vázquez Ricardo Zamora | Pays-Bas Arie Bieshaar Leo Bosschart Evert Bulder Jaap Bulder Harry Dénis Jan van Dort Ber Groosjohan Felix von Heijden Frits Kuipers Dick MacNeill Jan de Natris Oscar van Rappard Henk Steeman Ben Verweij |

## Gymnastique
| Épreuves                             | Or | Argent | Bronze |
| ------------------------------------ | --- | --- | --- |
| Concours par équipes                 | Italie Arnaldo Andreoli Ettore Bellotto Pietro Bianchi Fernando Bonatti Luigi Cambiaso Luigi Contessi Carlo Costigliolo Luigi Costigliolo Giuseppe Domenichelli Roberto Ferrari Carlo Fregosi Romualdo Ghiglione Ambrogio Levati Francesco Loi Vittorio Lucchetti Luigi Maiocco Ferdinando Mandrini Lorenzo Mangiante Antonio Marovelli Michele Mastromarino Giuseppe Paris Manlio Pastorini Ezio Roselli Paolo Salvi Giovanni Tubino Giorgio Zampori Angelo Zorzi | Belgique Eugène Auwerkeren Théophile Bauer François Claessens Augustus Cootmans François Gibens Albert Haepers Domien Jacob Félicien Kempeneers Jules Labéeu Hubert Lafortune Auguste Landrieu Charles Lannie Constant Loriot Ferdinand Minnaert Nicolaas Moerloos Louis Stoop Jean Van Guysse Alphonse Van Mele François Verboven Jean Verboven Julien Verdonck Joseph Verstraeten Georges Vivex Julianus Wagemans                              | France Georges Berger Émile Boitelle Émile Bouchès René Boulanger Alfred Buyenne Eugène Cordonnier Léon Delsarte Lucien Démanet Paul Durin Victor Duvant Fernand Fauconnier Arthur Hermann Albert Hersoy André Higelin Auguste Hoël Louis Kempe Georges Lagouge Paulin Lemaire Ernest Lespinasse Jules Pirard Eugène Pollet Georges Thurnherr Marco Torrès François Walker Julien Wartelle Paul Wartelle |
| Concours général individuel          | Giorgio Zampori (ITA) | Marco Torrès (FRA) | Jean Gounot (FRA) |
| Concours par équipes Système libre   | Danemark Georg Albertsen Rudolf Andersen Viggo Dibbern Fritz Eisenöe Aage Frandsen Hans Trier Hansen Hugo Helsten Harry Holm Herold Jansson Robert Johnsen Christian Juhl Vilhelm Lange Svend Madsen Peder Marcussen Peder Møller Lukas Nielsen Niels Turin Nielsen Oluf Olsen Steen Olsen Christian Petersen Hans Rønne Harry Sørensen Christian Thomas Knud Vermehren                                                                                            | Norvège Alf Aanning Karl Aas Jørgen Andersen Gustav Bayer Jørgen Bjørnstad Asbjørn Bodahl Eilert Bøhm Trygve Bøyesen Ingolf Davidsen Håkon Endreson Jacob Erstad Harald Færstad Hermann Helgesen Petter Hol Otto Johannessen John Anker Johansen Torbjørn Kristoffersen Henrik Nielsen Jacob Opdahl Arthur Rydstrøm Frithjof Sælen Bjørn Skjærpe Wilhelm Steffensen Olav Sundal Reidar Tønsberg Lauritz Wigand-Larsen                            | non décernée |
| Concours par équipes Système suédois | Suède Fausto Acke Albert Andersson Arvid Andersson-Holtman Helge Bäckander Bengt Bengtsson Fabian Biörck Erik Charpentier Sture Ericsson-Ewréus Konrad Granström Helge Gustafsson Åke Häger Ture Hedman Sven Johnson Sven-Olof Jonsson Karl Lindahl Edmund Lindmark Bengt Morberg Frans Persson Klas Särner Curt Sjöberg Gunnar Söderlindh John Sörenson Alf Svensén Gösta Törner                                                                                  | Danemark Johannes Birk Frede Hansen Frederik Hansen Kristian Hansen Hans Jakobsen Aage Jørgensen Alfred Frøkjær Jørgensen Alfred Ollerup Jørgensen Arne Jørgensen Knud Kirkeløkke Jens Lambæk Kristian Larsen Kristian Madsen Niels Erik Nielsen Niels Kristian Nielsen Dynes Pedersen Hans Pedersen Johannes Pedersen Peter Dorf Pedersen Rasmus Rasmussen Hans Christian Sørensen Hans Laurids Sørensen Søren Sørensen Georg Vest Aage Walther | Belgique Paul Arets Léon Bronckaert Léopold Clabots Jean-Baptiste Claessens Léon Darrien Lucien Dehoux Ernest Deleu Émile Duboisson Ernest Dureuil Joseph Fiems Marcel Hansen Louis Henin Omer Hoffman Félix Logiest Charles Maerschalck René Paenhuijsen Arnold Pierret René Pinchart Gaspard Pirotte Augustien Pluys Léopold Son Édouard Taeymans Pierre Thiriar Henri Verhavert                       |

## Haltérophilie
| Épreuves         | Or                    | Argent                  | Bronze                  |
| ---------------- | --------------------- | ----------------------- | ----------------------- |
| Hommes           |                       |                         |                         |
| Moins de 60 kg   | Frans de Haes (BEL)   | Alfred Schmidt (EST)    | Eugène Ryter (SUI)      |
| Moins de 67,5 kg | Alfred Neuland (EST)  | Louis Williquet (BEL)   | Florimond Rooms (BEL)   |
| Moins de 75 kg   | Henri Gance (FRA)     | Pietro Bianchi (ITA)    | Albert Pettersson (SWE) |
| Moins de 82,5 kg | Ernest Cadine (FRA)   | Fritz Hünenberger (SUI) | Erik Pettersson (SWE)   |
| Plus de 82,5 kg  | Filippo Bottino (ITA) | Joseph Alzin (LUX)      | Léon Bernot (FRA)       |

## Hockey sur gazon
| Épreuves         | Or | Argent | Bronze |
| ---------------- | --- | --- | --- |
| Tournoi masculin | Grande-Bretagne Charles Atkin John Bennett Colin Campbell Harold Cassels Harold Cooke Eric Crockford Reginald Crummack Harry Haslam Arthur Leighton Charles Marcon John McBryan George McGrath Stanley Shoveller William Smith Cyril Wilkinson | Danemark Hans Bjerrum Ejvind Blach Niels Blach Steen Due Thorvald Eigenbrod Frands Faber Hans Jørgen Hansen Hans Herlak Henning Holst Erik Husted Paul Metz Andreas Rasmussen | Belgique André Becquet Pierre Chibert Raoul Daufresne de La Chevalerie Fernand de Montigny Charles Delelienne Louis Diercxsens Robert Gevers Adolphe Goemaere Charles Gniette Raymond Keppens René Strauwen Pierre Valcke Maurice van den Bemden Jean van Nerom |

## Hockey sur glace
| Épreuves         | Or | Argent | Bronze |
| ---------------- | --- | --- | --- |
| Tournoi masculin | Canada Robert Benson Walter Byron Frank Fredrickson Chris Fridfinnson Magnus Goodman Haldor Halderson Konrad Johannesson Allan Woodman | États-Unis Raymond Bonney Anthony Conroy Herbert Drury Edward Fitzgerald Gerry Geran Frank Goheen Joseph McCormick Lawrence McCormick Frank Synott Leon Tuck Cyril Weidenborner | Tchécoslovaquie Karel Hartmann Karel Kotrbá Josef Loos Valentin Loos Jan Palouš Jan Peka Karel Pešek Josef Šroubek Otakar Vindyš Karel Wälzer |

## Lutte

### Gréco-romaine
| Épreuves         | Or                    | Argent                | Bronze                  |
| ---------------- | --------------------- | --------------------- | ----------------------- |
| Hommes           |                       |                       |                         |
| Moins de 60 kg   | Oskari Friman (FIN)   | Heikki Kähkönen (FIN) | Fritiof Svensson (SWE)  |
| Moins de 67,5 kg | Emil Väre (FIN)       | Taavi Tamminen (FIN)  | Frithjof Andersen (NOR) |
| Moins de 75 kg   | Carl Westergren (SWE) | Arthur Lindfors (FIN) | Masa Perttilä (FIN)     |
| Moins de 82,5 kg | Claes Johanson (SWE)  | Edil Rosenqvist (FIN) | Johannes Eriksen (DEN)  |
| Plus de 82,5 kg  | Adolf Lindfors (FIN)  | Poul Hansen (DEN)     | Martti Nieminen (FIN)   |

### Libre
| Épreuves         | Or                    | Argent                    | Bronze                               |
| ---------------- | --------------------- | ------------------------- | ------------------------------------ |
| Hommes           |                       |                           |                                      |
| Moins de 60 kg   | Charles Ackerly (USA) | Samuel Gerson (USA)       | Philip Bernard (GBR)                 |
| Moins de 67,5 kg | Kalle Anttila (FIN)   | Gottfrid Svensson (SWE)   | Peter Wright (GBR)                   |
| Moins de 75 kg   | Eino Leino (FIN)      | Väinö Penttala (FIN)      | Charles Johnson (USA)                |
| Moins de 82,5 kg | Anders Larsson (SWE)  | Charles Courant (SUI)     | Walter Maurer (USA)                  |
| Plus de 82,5 kg  | Robert Roth (SUI)     | Nathaniel Pendleton (USA) | Fred Meyer (USA) Ernst Nilsson (SWE) |

## Natation
| Épreuves                    | Or                                                                           | Argent                                                                         | Bronze                                                                 |
| --------------------------- | ---------------------------------------------------------------------------- | ------------------------------------------------------------------------------ | ---------------------------------------------------------------------- |
| Hommes                      |                                                                              |                                                                                |                                                                        |
| 100 m nage libre            | Duke Kahanamoku (USA)                                                        | Pua Kealoha (USA)                                                              | William Harris (USA)                                                   |
| 400 m nage libre            | Norman Ross (USA)                                                            | Ludy Langer (USA)                                                              | George Vernot (CAN)                                                    |
| 1 500 m nage libre          | Norman Ross (USA)                                                            | George Vernot (CAN)                                                            | Frank Beaurepaire (AUS)                                                |
| 100 m dos                   | Warren Kealoha (USA)                                                         | Ray Kegeris (USA)                                                              | Gérard Blitz (BEL)                                                     |
| 200 m brasse                | Håkan Malmrot (SWE)                                                          | Thor Henning (SWE)                                                             | Arvo Aaltonen (FIN)                                                    |
| 400 m brasse                | Håkan Malmrot (SWE)                                                          | Thor Henning (SWE)                                                             | Arvo Aaltonen (FIN)                                                    |
| Relais 4 × 200 m nage libre | États-Unis Duke Kahanamoku Pua Kealoha Perry McGillivray Norman Ross         | Australie Frank Beaurepaire Harry Hay William Herald Ivan Stedman              | Grande-Bretagne Harold Annison Edward Peter Leslie Savage Henry Taylor |
| Femmes                      |                                                                              |                                                                                |                                                                        |
| 100 m nage libre            | Ethelda Bleibtrey (USA)                                                      | Irene Guest (USA)                                                              | Frances Schroth (USA)                                                  |
| 300 m nage libre            | Ethelda Bleibtrey (USA)                                                      | Margaret Woodbridge (USA)                                                      | Frances Schroth (USA)                                                  |
| Relais 4 × 100 m nage libre | États-Unis Ethelda Bleibtrey Irene Guest Frances Schroth Margaret Woodbridge | Grande-Bretagne Hilda James Constance Jeans Grace McKenzie Charlotte Radcliffe | Suède Aina Berg Jane Gylling Emy Machnow Carin Nilsson                 |

## Patinage artistique
| Épreuves   | Or                                           | Argent                          | Bronze                                         |
| ---------- | -------------------------------------------- | ------------------------------- | ---------------------------------------------- |
| Hommes     |                                              |                                 |                                                |
| Individuel | Gillis Grafström (SWE)                       | Andreas Krogh (NOR)             | Martin Stixrud (NOR)                           |
| Femmes     |                                              |                                 |                                                |
| Individuel | Magda Julin (SWE)                            | Svea Norén (SWE)                | Theresa Weld-Blanchard (USA)                   |
| Mixte      |                                              |                                 |                                                |
| Couples    | Finlande Ludowika Jakobsson Walter Jakobsson | Norvège Alexia Bryn Yngvar Bryn | Grande-Bretagne Phyllis Johnson Basil Williams |

## Pentathlon moderne
| Épreuves   | Or                   | Argent              | Bronze           |
| ---------- | -------------------- | ------------------- | ---------------- |
| Hommes     |                      |                     |                  |
| Individuel | Gustaf Dyrssen (SWE) | Erik de Laval (SWE) | Gösta Runö (SWE) |

## Plongeon
| Épreuves        | Or                        | Argent                   | Bronze              |
| --------------- | ------------------------- | ------------------------ | ------------------- |
| Hommes          |                           |                          |                     |
| Tremplin à 3 m  | Louis Kuehn (USA)         | Clarence Pinkston (USA)  | Louis Balbach (USA) |
| Haut-vol à 10 m | Clarence Pinkston (USA)   | Erik Adlerz (SWE)        | Harry Prieste (USA) |
| Plongeon simple | Arvid Wallman (SWE)       | Nils Skoglund (SWE)      | Johan Jansson (SWE) |
| Femmes          |                           |                          |                     |
| Tremplin à 3 m  | Aileen Riggin Soule (USA) | Helen Wainwright (USA)   | Thelma Payne (USA)  |
| Haut-vol à 10 m | Stefanie Clausen (DEN)    | Beatrice Armstrong (GBR) | Ewa Olliwier (SWE)  |

## Polo
| Épreuves         | Or                                                                                  | Argent                                                                              | Bronze                                                               |
| ---------------- | ----------------------------------------------------------------------------------- | ----------------------------------------------------------------------------------- | -------------------------------------------------------------------- |
| Tournoi masculin | Grande-Bretagne Frederick Barrett Vivian Lockett Teignmouth Melville John Wodehouse | Espagne Alvaro de Figueroa José de Figueroa Leopoldo de La Maza Justo de San Miguel | États-Unis Terry Allen Arthur Harris Nelson Margetts John Montgomery |

## Rugby à XV
| Épreuves         | Or | Argent | Bronze       |
| ---------------- | --- | --- | ------------ |
| Tournoi masculin | États-Unis Daniel Carroll George Davis Charlie Doe George Fish Jim Fitzpatrick Lou Hunter Morris Kirksey Charles Mehan John Muldoon John O'Neil Jack Patrick Cornelius Righter Rudy Scholz Dink Templeton Charles Tilden Harold von Schmidt James Winston Heaton Wrenn | France Édouard Bader Raymond Berrurier François Borde Adolphe Bousquet Jean Bruneval Alphonse Castex André Chilo René Crabos Sélim Curtet Alfred Eluère Jacques Forestier Armand Grenet Maurice Labeyrie Constant Lamaignière Robert Levasseur Pierre Petiteau Eugène Soulié Raoul Thiercelin Robert Thierry | non décernée |

## Tennis
| Épreuves         | Or                                           | Argent                                                | Bronze                                         |
| ---------------- | -------------------------------------------- | ----------------------------------------------------- | ---------------------------------------------- |
| Simple messieurs | Louis Raymond (RSA)                          | Ichiya Kumagae (JPN)                                  | Charles Winslow (RSA)                          |
| Simple dames     | Suzanne Lenglen (FRA)                        | Edith Dorothy Holman (GBR)                            | Kitty McKane (GBR)                             |
| Double messieurs | Grande-Bretagne Oswald Turnbull Max Woosnam  | Japon Seiichiro Kashio Ichiya Kumagae                 | France Pierre Albarran Max Decugis             |
| Double dames     | Grande-Bretagne Kitty McKane Winifred McNair | Grande-Bretagne Winifred Beamish Edith Dorothy Holman | France Élisabeth d'Ayen Suzanne Lenglen        |
| Double mixte     | France Suzanne Lenglen Max Decugis           | Grande-Bretagne Kitty McKane Max Woosnam              | Tchécoslovaquie Milada Skrbková Ladislav Žemla |

## Tir
| Épreuves                                            | Or                                                                                               | Argent | Bronze                                                                                          |
| --------------------------------------------------- | ------------------------------------------------------------------------------------------------ | --- | ----------------------------------------------------------------------------------------------- |
| Mixte                                               |                                                                                                  | |                                                                                                 |
| Carabine libre à 300 m 3 positions                  | Morris Fisher (USA)                                                                              | Niels Larsen (DEN)                                                                                           | Østen Østensen (NOR)                                                                            |
| Carabine libre à 300 m 3 positions par équipes      | États-Unis Dennis Fenton Morris Fisher Willis Augustus Lee Carl Osburn Lloyd Spooner             | Norvège Albert Helgerud Otto Olsen Østen Østensen Gudbrand Skatteboe Olaf Sletten                            | Suisse Gustave Amoudruz Ulrich Fahrner Fritz Kuchen Werner Schneeberger Bernhard Siegenthaler   |
| Carabine d'ordonnance couché à 300 m                | Otto Olsen (NOR)                                                                                 | Léon Johnson (FRA)                                                                                           | Fritz Kuchen (SUI)                                                                              |
| Carabine libre couché à 300 m par équipes           | États-Unis Morris Fisher Joseph Jackson Willis Augustus Lee Carl Osburn Lloyd Spooner            | France Léon Johnson André Parmentier Achille Paroche Georges Roes Émile Rumeau                               | Finlande Voitto Kolho Kalle Lappalainen Veli Nieminen Vilho Vauhkonen Karl Magnus Wegelius      |
| Carabine d'ordonnance debout à 300 m                | Carl Osburn (USA)                                                                                | Lars Jørgen Madsen (DEN)                                                                                     | Lawrence Nuesslein (USA)                                                                        |
| Carabine libre debout à 300 m par équipes           | Danemark Niels Larsen Lars Jørgen Madsen Anders Peter Nielsen Anders Petersen Erik Sætter-Lassen | États-Unis Thomas Brown Willis Augustus Lee Lawrence Nuesslein Carl Osburn Lloyd Spooner                     | Suède Olle Ericsson Mauritz Eriksson Walfrid Hellman Hugo Johansson Leon Lagerlöf               |
| Carabine libre à 600 m                              | Hugo Johansson (SWE)                                                                             | Mauritz Eriksson (SWE)                                                                                       | Lloyd Spooner (USA)                                                                             |
| Carabine libre à 600 m par équipes                  | États-Unis Dennis Fenton Joseph Jackson Willis Augustus Lee Oliver Schriver Lloyd Spooner        | Afrique du Sud Robert Bodley Ferdinand Buchanan George Harvey Frederick Morgan David Smith                   | Suède Erik Blomqvist Mauritz Eriksson Hugo Johansson Gustaf Adolf Jonsson Erik Ohlsson          |
| Carabine libre à 300+600 m par équipes              | États-Unis Joseph Jackson Willis Augustus Lee Carl Osburn Oliver Schriver Lloyd Spooner          | Norvège Albert Helgerud Otto Olsen Jacob Onsrud Østen Østensen Olaf Sletten                                  | Suisse Fritz Kuchen Walter Lienhard Arnold Rösli Albert Tröndle Caspar Widmer                   |
| Petite carabine à 50 m                              | Lawrence Nuesslein (USA)                                                                         | Arthur Rothrock (USA)                                                                                        | Dennis Fenton (USA)                                                                             |
| Petite carabine à 50 m par équipes                  | États-Unis Dennis Fenton Willis Augustus Lee Lawrence Nuesslein Arthur Rothrock Oliver Schriver  | Suède Oscar Eriksson Sigvard Hultcrantz Leon Lagerlöf Erik Ohlsson Ragnar Stare                              | Norvège Albert Helgerud Sigvart Johansen Anton Olsen Østen Østensen Olaf Sletten                |
| Pistolet à 30 m                                     | Guilherme Paraense (BRA)                                                                         | Raymond Bracken (USA)                                                                                        | Fritz Zulauf (SUI)                                                                              |
| Pistolet à 30 m par équipes                         | États-Unis Karl Frederick Louis Harant Michael Kelly Alfred Lane James H. Snook                  | Grèce Georgios Moraitinis Iason Sappas Alexandros Theofilakis Ioannis Theofilakis Alexandros Vrasivanopoulos | Suisse Gustave Amoudruz Hans Egli Domenico Giambonini Joseph Jehle Fritz Zulauf                 |
| Pistolet libre à 50 m                               | Karl Frederick (USA)                                                                             | Afrânio da Costa (BRA)                                                                                       | Alfred Lane (USA)                                                                               |
| Pistolet libre à 50 m par équipes                   | États-Unis Raymond Bracken Karl Frederick Michael Kelly Alfred Lane James H. Snook               | Suède Anders Andersson Gunnar Gabrielsson Sigvard Hultcrantz Anders Johnson Casimir Reuterskiöld             | Brésil Dario Barbosa Afrânio da Costa Guilherme Paraense Fernando Soledade Sebastião Wolf       |
| Tir au cerf courant à 100 m coup simple             | Otto Olsen (NOR)                                                                                 | Alfred Swahn (SWE)                                                                                           | Harald Natvig (NOR)                                                                             |
| Tir au cerf courant à 100 m coup simple par équipes | Norvège Einar Liberg Ole Lilloe-Olsen Harald Natvig Hans Nordvik Otto Olsen                      | Finlande Yrjö Kolho Kalle Lappalainen Toivo Tikkanen Nestori Toivonen Karl Magnus Wegelius                   | États-Unis Thomas Brown Willis Augustus Lee Lawrence Nuesslein Carl Osburn Lloyd Spooner        |
| Tir au cerf courant coup double à 100 m             | Ole Lilloe-Olsen (NOR)                                                                           | Fredric Landelius (SWE)                                                                                      | Einar Liberg (NOR)                                                                              |
| Tir au cerf courant à 100 m coup double par équipes | Norvège Thorstein Johansen Einar Liberg Ole Lilloe-Olsen Harald Natvig Hans Nordvik              | Suède Edvard Benedicks Bengt Lagercrantz Fredric Landelius Alfred Swahn Oscar Swahn                          | Finlande Yrjö Kolho Toivo Tikkanen Nestori Toivonen Vilho Vauhkonen Karl Magnus Wegelius        |
| Fosse olympique                                     | Mark Arie (USA)                                                                                  | Frank Troeh (USA)                                                                                            | Frank Wright (USA)                                                                              |
| Tir aux pigeons par équipes                         | États-Unis Mark Arie Horace Bonser Jay Clark Forest McNeir Frank Troeh Frank Wright              | Belgique Albert Bosquet Joseph Cogels Émile Dupont Édouard Fesinger Henri Quersin Louis Van Tilt             | Suède Per Kinde Fredric Landelius Erik Lundqvist Karl Richter Erik Sökjer-Petersén Alfred Swahn |

## Tir à l'arc
| Épreuves                                   | Or | Argent | Bronze |
| ------------------------------------------ | --- | --- | --- |
| Hommes                                     | | | |
| Tir à la perche grands oiseaux             | Edmond Cloetens (BEL) | Louis Van de Perck (BEL) | Firmin Flamand (BEL)                                                                                              |
| Tir à la perche grands oiseaux par équipes | Belgique Edmond Cloetens Firmin Flamand Joseph Hermans Louis Van de Perck Auguste Van de Verre Edmond Van Moer                               | non attribué | non attribué |
| Tir à la perche petits oiseaux             | Edmond Van Moer (BEL) | Louis Van de Perck (BEL) | Joseph Hermans (BEL)                                                                                              |
| Tir à la perche petits oiseaux par équipes | Belgique Edmond Cloetens Firmin Flamand Joseph Hermans Louis Van de Perck Auguste Van de Verre Edmond Van Moer                               | non attribué | non attribué |
| Tir au berceau à 50 m                      | Julien Brulé (FRA) | Hubert Van Innis (BEL) | non attribué |
| Tir au berceau à 50 m par équipes          | Belgique Alphonse Allaert Edmond De Knibber Louis Delcon Jérôme De Mayer Louis Fierens Louis Van Beeck Hubert Van Innis Pierre Van Thielt    | France Julien Brulé Léon Epin Pascal Fauvel Eugène Grisot Paul Leroy Arthur Mabillon Léonce Quentin Eugène Richez                         | non attribué |
| Tir au berceau à 33 m                      | Hubert Van Innis (BEL) | Julien Brulé (FRA) | non attribué |
| Tir au berceau à 33 m par équipes          | Belgique Alphonse Allaert Edmond De Knibber Louis Delcon Jérôme De Mayer Louis Fierens Louis Van Beeck Hubert Van Innis Pierre Van Thielt    | France Julien Brulé Léon Epin Pascal Fauvel Eugène Grisot Paul Leroy Arthur Mabillon Léonce Quentin Eugène Richez                         | non attribué |
| Tir au berceau à 28 m                      | Hubert Van Innis (BEL) | Léonce Quentin (FRA) | non attribué |
| Tir au berceau à 28 m par équipes          | Pays-Bas Piet de Brouwer Joep Packbiers Janus Theeuwes Driekske van Bussel Jo van Gastel Tiest van Gestel Janus van Merrienboer Theo Willems | Belgique Alphonse Allaert Edmond De Knibber Louis Delcon Jérôme De Mayer Louis Fierens Louis Van Beeck Hubert Van Innis Pierre Van Thielt | France Julien Brulé Léon Epin Pascal Fauvel Eugène Grisot Paul Leroy Arthur Mabillon Léonce Quentin Eugène Richez |

## Tir à la corde
| Épreuves         | Or | Argent | Bronze |
| ---------------- | --- | --- | --- |
| Tournoi masculin | Grande-Bretagne George Canning Frederick Holmes Frederick Humphreys Edwin Mills John Sewell John James Shepherd Harry Stiff Ernest Thorn | Pays-Bas Wilhelmus Bekkers Johannes Hengeveld Sijtse Jansma Henk Janssen Antonius van Loon Willem van Loon Marinus van Rekum Willem van Rekum | Belgique Édouard Bourguignon Alphonse Ducatillon Rémy Maertens Christin Piek Henri Pintens Charles Van den Broeck François Van Hoorenbeek Gustave Wuyts |

## Voile
| Épreuves           | Or | Argent                                                                         | Bronze                                                                                        |
| ------------------ | --- | ------------------------------------------------------------------------------ | --------------------------------------------------------------------------------------------- |
| Hommes             | |                                                                                |                                                                                               |
| Classe 30 m²       | Suède Gösta Bengtsson Gösta Lundqvist Rolf Steffenburg                                                                                                  | non décernée                                                                   | non décernée                                                                                  |
| Classe 40 m²       | Suède Tore Holm Yngve Holm Axel Rydin Georg Tengwall | Suède Percy Almstedt Erik Mellbin Gustaf Svensson Ragnar Svensson              | non décernée                                                                                  |
| Dériveur 12 pieds  | Pays-Bas Cornelis Hin Frans Hin Johan Hin | Pays-Bas Petrus Beukers Arnoud van der Biesen                                  | non décernée                                                                                  |
| Dériveur 18 pieds  | Grande-Bretagne Thomas Hedberg Francis Richards | non décernée                                                                   | non décernée                                                                                  |
| 6,5 - Classe 1907  | Belgique Frédéric Bruynseels Emile Cornellie Florimond Cornellie                                                                                        | Norvège Leif Erichsen Andreas Knudsen Ejnar Torgensen                          | Norvège Henrik Agersborg Einar Berntsen Trygve Pedersen                                       |
| 6,5 - Classe 1919  | Norvège Andreas Brecke Paal Kaasen Ingolf Rød | Belgique Léon Huybrechts John Klotz Charles van den Bussche                    | non décernée                                                                                  |
| 6,5 m SI           | Pays-Bas Berend Carp Joop Carp Piet Wernink | France Robert Monier Félix Picon Albert Weil                                   | non décernée                                                                                  |
| 7 m                | Grande-Bretagne Robert Coleman William Maddison Cyril Wright Dorothy Wright                                                                             | Norvège Sten Abel Christian Dick Johan Faye Niels Neilsen                      | non décernée                                                                                  |
| 8 m - Classe 1907  | Norvège Thorleif Holbye Alf Jacobsen Kristoffer Olsen Carl Ringvold Tellef Wagle                                                                        | non décernée                                                                   | non décernée                                                                                  |
| 8 m - Classe 1919  | Norvège Thorleif Christoffersen Magnus Konow Reidar Marthiniussen Ragnar Vik                                                                            | Norvège Jens Salvesen Finn Schiander Lauritz Schmidt Nils Thomas Ralph Tschudi | Belgique Willy de l'Arbre Albert Grisar Georges Hellebuyck Léopold Standaert Henri Weewauters |
| 10 m - Classe 1907 | Norvège Erik Herseth Sigurd Holter Gunnar Jamvold Petter Jamvold Claus Juell Ingar Nielsen Ole Sørensen                                                 | non décernée                                                                   | non décernée                                                                                  |
| 10 m - Classe 1919 | Norvège Charles Arentz Otto Falkenberg Robert Giertsen Willy Gilbert Halfdan Schjøtt Trygve Schjøtt Arne Sejersted                                      | non décernée                                                                   | non décernée                                                                                  |
| 12 m - Classe 1907 | Norvège Halvor Birkeland Rasmus Birkeland Lauritz Christiansen Halvor Møgster Hans Næss Henrik Østervold Jan Østervold Kristian Østervold Ole Østervold | non décernée                                                                   | non décernée                                                                                  |
| 12 m - Classe 1919 | Norvège Arthur Allers Martin Borthen Johan Friele Kaspar Hassel Erik Ørvig Olaf Ørvig Thor Ørvig Egill Reimers Christen Wiese                           | non décernée                                                                   | non décernée                                                                                  |

## Water-polo
| Épreuves         | Or | Argent | Bronze |
| ---------------- | --- | --- | --- |
| Tournoi masculin | Grande-Bretagne Charles Bugbee William Henry Dean Christopher Jones William Peacock Noel Purcell Paul Radmilovic Charles Smith | Belgique René Bauwens Gérard Blitz Maurice Blitz Pierre Dewin Albert Durant Paul Gailly Pierre Nijs Joseph Pletinckx | Suède Erik Andersson Robert Andersson Vilhelm Andersson Nils Backlund Erik Bergqvist Max Gumpel Pontus Hansson Harald Julin Theodor Nauman Torsten Kumfeldt |

## Athlètes les plus médaillés
| Athlète             | Pays            | Sport       | Médaille d'or, Jeux olympiques | Médaille d'argent, Jeux olympiques | Médaille de bronze, Jeux olympiques | Total |
| Willis Augustus Lee | États-Unis      | Tir         | 5                              | 1                                  | 1                                   | 7     |
| Nedo Nadi           | Italie          | Escrime     | 5                              | 0                                  | 0                                   | 5     |
| Hubert Van Innis    | Belgique        | Tir à l'arc | 4                              | 2                                  | 0                                   | 6     |
| Lloyd Spooner       | États-Unis      | Tir         | 4                              | 1                                  | 2                                   | 7     |
| Carl Osburn         | États-Unis      | Tir         | 4                              | 1                                  | 1                                   | 6     |
| Otto Olsen          | Norvège         | Tir         | 3                              | 2                                  | 0                                   | 5     |
| Aldo Nadi           | Italie          | Escrime     | 3                              | 1                                  | 0                                   | 4     |
| Paavo Nurmi         | Finlande        | Athlétisme  | 3                              | 1                                  | 0                                   | 4     |
| Ethelda Bleibtrey   | États-Unis      | Natation    | 3                              | 0                                  | 0                                   | 3     |
| Edmond Cloetens     | Belgique        | Tir à l'arc | 3                              | 0                                  | 0                                   | 3     |
| Morris Fisher       | États-Unis      | Tir         | 3                              | 0                                  | 0                                   | 3     |
| Ole Lilloe-Olsen    | Norvège         | Tir         | 3                              | 0                                  | 0                                   | 3     |
| Norman Ross         | États-Unis      | Natation    | 3                              | 0                                  | 0                                   | 3     |
| Edmond Van Moer     | Belgique        | Tir à l'arc | 3                              | 0                                  | 0                                   | 3     |
| Louis Van de Perck  | Belgique        | Tir à l'arc | 2                              | 2                                  | 0                                   | 4     |
| Alphonse Allaert    | Belgique        | Tir à l'arc | 2                              | 1                                  | 0                                   | 3     |
| Edmond De Knibber   | Belgique        | Tir à l'arc | 2                              | 1                                  | 0                                   | 3     |
| Louis Delcon        | Belgique        | Tir à l'arc | 2                              | 1                                  | 0                                   | 3     |
| Jérôme De Mayer     | Belgique        | Tir à l'arc | 2                              | 1                                  | 0                                   | 3     |
| Louis Fierens       | Belgique        | Tir à l'arc | 2                              | 1                                  | 0                                   | 3     |
| Albert Hill         | Grande-Bretagne | Athlétisme  | 2                              | 1                                  | 0                                   | 3     |
| Suzanne Lenglen     | France          | Tennis      | 2                              | 1                                  | 0                                   | 3     |
| Charley Paddock     | États-Unis      | Athlétisme  | 2                              | 1                                  | 0                                   | 3     |
| Louis Van Beeck     | Belgique        | Tir à l'arc | 2                              | 1                                  | 0                                   | 3     |
| Hubert Van Innis    | Belgique        | Tir à l'arc | 2                              | 1                                  | 0                                   | 3     |
| Pierre Van Thielt   | Belgique        | Tir à l'arc | 2                              | 1                                  | 0                                   | 3     |
| Firmin Flamand      | Belgique        | Tir à l'arc | 2                              | 0                                  | 1                                   | 3     |
| Joseph Hermans      | Belgique        | Tir à l'arc | 2                              | 0                                  | 1                                   | 3     |
| Julien Brulé        | France          | Tir à l'arc | 1                              | 3                                  | 1                                   | 5     |
| Frances Schroth     | États-Unis      | Natation    | 1                              | 0                                  | 2                                   | 3     |
| Kitty McKane        | Grande-Bretagne | Tennis      | 1                              | 1                                  | 1                                   | 3     |
| Léonce Quentin      | France          | Tir à l'arc | 0                              | 3                                  | 1                                   | 4     |
| Léon Epin           | France          | Tir à l'arc | 0                              | 2                                  | 1                                   | 3     |
| Pascal Fauvel       | France          | Tir à l'arc | 0                              | 2                                  | 1                                   | 3     |
| Eugène Grisot       | France          | Tir à l'arc | 0                              | 2                                  | 1                                   | 3     |
| Fredric Landelius   | Suède           | Tir         | 0                              | 2                                  | 1                                   | 3     |
| Paul Leroy          | France          | Tir à l'arc | 0                              | 2                                  | 1                                   | 3     |
| Arthur Mabillon     | France          | Tir à l'arc | 0                              | 2                                  | 1                                   | 3     |
| Eugène Richez       | France          | Tir à l'arc | 0                              | 2                                  | 1                                   | 3     |
| Alfred Swahn        | Suède           | Tir         | 0                              | 2                                  | 1                                   | 3     |
| Eric Backman        | Suède           | Athlétisme  | 0                              | 1                                  | 3                                   | 4     |